# Skusemyia allocasuarinae
Skusemyia allocasuarinae är en tvåvingeart som beskrevs av Peter Kolesik 1995. Skusemyia allocasuarinae ingår i släktet Skusemyia och familjen gallmyggor. Inga underarter finns listade i Catalogue of Life.